# Kotkotī-ye Shīān
Kotkotī-ye Shīān (persiska: کتکتی شیان, Kotkotī) är en ort i Iran.   Den ligger i provinsen Kermanshah, i den västra delen av landet, 500 km väster om huvudstaden Teheran. Kotkotī-ye Shīān ligger 1 407 meter över havet och antalet invånare är 264.
Terrängen runt Kotkotī-ye Shīān är varierad, och sluttar söderut.Runt Kotkotī-ye Shīān är det ganska tätbefolkat, med 60 invånare per kvadratkilometer. Närmaste större samhälle är Eslāmābād-e Gharb, 18,0 km väster om Kotkotī-ye Shīān. Trakten runt Kotkotī-ye Shīān består till största delen av jordbruksmark.